# Icue Takamure
Icue Takamure (japonsky 高群 逸枝, Takamure Icue; 18. ledna 1894 Kumamoto – 7. července 1964 Tokio) byla japonská básnířka, aktivistka a spisovatelka, feministka, anarchistka, etnoložka a historička.

## Životopis
Narodila se v roce 1894 do chudé rodiny na venkově v prefektuře Kumamoto. Její otec byl učitel ve škole a učil svou dceru mimo jiné klasické čínštině, což v té době nebylo standardní v rámci tehdejšího vzdělávání žen v Japonsku. Navzdory vyšším studijním ambicím, nedokončila pomaturitní studium a nějakou dobu pracovala v přádelně bavlny. V roce 1914 se vrátila domů a po tři roky učila ve stejné škole jako její otec. V roce 1917 se seznámila se svým budoucím partnerem a editorem Kenzóem Hašimotem, s nímž sporadicky žila po roce 1919. V roce 1922 se vzali.
Než se v roce 1920 přestěhovala do Tokia, krátce pracovala pro noviny ve městě Kumamoto, a v roce 1918 absolvovala pouť po Šikoku. Icuiny články o jejích zážitcích, a fakt, že absolvovala samostatně jako neprovdaná žena poutní cestu z ní v tehdejším Japonsku udělaly jakousi celebritu. Její notorická známost ještě vzrostla poté, co v roce 1925 opustila domácnost a manžela v Tokiu v doprovodu jiného muže. Následoval veřejný skandál, a to i navzdory jejímu rychlému usmíření s manželem. Icue hněvivě reagovala v básni „Ie de no ši” (Báseň o opuštění domova), která vyšla v její knize Tókió wa necubjó ni kakatteiru na konci téhož roku.
V roce 1926 se Icue seznámila a spřátelila s průkopnicí japonského feminismu Raičó Hiracukou, která byla sama známou redaktorkou zaniklého feministického časopisu Seitó (v překladu: Modrá punčocha), a publikovala první systematické objasnění svých názorů v knize Ren'ai sósei. Její postavení hlavní živitelky domácnosti ji vedlo k tomu, že v těchto letech publikovala velké množství článků v různých časopisech a magazínech a také navázala spolupráci s dalšími významnými japonskými feministkami v tisku. Nejvýznamnější z těchto výměn názorů byla debata o manželství a mateřství s Kikue Jamakawou v průběhu let 1928–1929, většinou na stránkách ženského časopisu Fudžin Kóron. Oproti standardní marxistické kritice manželství jako buržoazní instituce ekonomického útlaku ze strany Kikue Jamakawy, formulovala Icue anarchistickou, komunitně orientovanou vizi porevoluční budoucnosti, která by zachovala roli matek v péči o děti a postavila zájmy žen a matek do centra, nikoli na periferii společnosti.
Icuina prohlubující se oddanost anarchismu ji dovedla ke vstupu do anarchicko-feministické skupiny Liga proletářských umělkyň (Musan Fudžin Géidžicu Renmei) a k založení anarchistického feministického časopisu Fudžin Sensen (v překladu: Ženská fronta) v roce 1930. Bylo vydáno 16 čísel, dokud časopis nezanikl v červenci 1931 v rámci prohlubujících se fašistických represí ze strany vlády. Kvůli těmto skutečnostem a také Icuinou romantickou aférou, se spolu s manželem v roce 1931 stáhli na předměstí Tokia. Z jejího „Domu v lese” (Mori no ie), pojmenovaném k poctě díla Walden od Henryho Davida Thoreau, Icue započala nejvlivnější etapu své kariéry jako průkopnice-historičky na poli dějin japonských žen.
Navzdory svým anarcho-feministických postojům, napsala během 2. světové války řadu polemických článků na podporu japonského imperialismu v Asii, ačkoli zároveň tíhla ke kritice sexuálního násilí spáchaného Japonskou císařskou armádou. Také začala bádat a publikovat o rolích žen a matriční příslušnosti ve starověké japonské společnosti, o starodávných manželských institucích, a právu žen vlastnit a dědit majetek v dřívějších dobách. Pouze jedna z těchto knih, Bokeisei no kenkjú (1938), vyšla před koncem války, ale v poválečném období byla následována knihami Šóseikon no kenkjú (1953) and Džosei no rekiši (1954).
Icue Takemure zemřela v roce 1964, což do značné míry předcházelo převzetí jejího vědeckého díla do akademického prostředí, stejně jako znovuobjevení a kritice jejích předválečných a válečných spisů feministickými badatelkami od 70. let 20. století. Její bádání a metody byly silně ovlivněny nativismem Norinagy Motooriho, což ji dovedlo k závěru, že oproti folkloristickým závěrům (minzokugaku) folkloristy Kunia Janagity, bylo manželství v období Heian z velké části uxorilokální (tj. zvyklost přebývat s rodinou nebo klanem ženy). Práci Icue Takamure později podpořil William McCullough ve svém klasickém článku o manželství v období Heian z roku 1967, a stala se standardním stanoviskem v oboru.

## Dílo (výběr)
- 東京は熱病にかゝつてゐる (Tókió wa necubjó ni kakatteiru; v překladu: „Tokio je horečnaté”)
- 恋愛創生 (Ren'ai sósei; v překladu: „Geneze lásky”)
- 母系制の研究：大日本女性史１ (Bokeisei no kenkjú: Dainihon džoseiši 1; v překladu: „Studie matrilineárních systémů: Dějiny žen ve Velkém Japonsku, 1”)
- 招婿婚の研究 (Šóseikon no kenkjú; v překladu: „Studie o uxorilokálním manželství”)
- 女性の歴史 (Džosei no rekiši; v překladu: „Historie žen”)
- 娘巡礼記 (Musume džunreiki; v překladu: „Pouť neprovdané ženy”)
- 日本古代婚姻例集 (Nippon kodai kon'in reišú; v překladu: „Sbírka příkladů japonského manželství ze starověku”)